# 캐스트리스
캐스트리스(Castries, 문화어: 캐스트레스)는 서인도 제도에 있는 세인트루시아의 수도이다. 1991년의 인구는 11,147명이다. 1650년에 프랑스에 의해서 건설되었다.
캐스트리스는 영국과 프랑스 사이에서 소유권이 7회나 바뀌었다. 그 때문에 제2언어는 프랑스어이며 대부분의 지방에서 프랑스어가 잘 통한다. 2007년에 크리켓 월드컵이 열린다. 또 재즈 페스티벌이 매년 5월에 이곳에서 열리기 때문에, 전 세계의 재즈 팬이 이곳으로 모인다.

## 같이 보기
- 동카리브 국가 기구